# Enclave
Enclave là một game nhập vai hành động góc nhìn thứ ba đồ họa 3D của hãng Starbreeze Studios, được phát hành cho Microsoft Windows và Xbox vào ngày 19 tháng 7 năm 2002. Game lấy bối cảnh một thế giới tưởng tượng thời Trung cổ, người chơi có thể chọn gia nhập một trong hai phe chính trong trò chơi là "Warrior of Light" hay "Minion of Darkness". Phiên bản GameCube cũng được phát triển nhưng cuối cùng đã bị hủy bỏ vào đầu năm 2003. Bản chuyển thể sang Wii mang tên Enclave: Shadows of Twilight, dự kiến ban đầu vào giữa tháng 6 năm 2010, và được phát hành ở châu Âu vào ngày 22 tháng 5 năm 2012. Ngày 4 tháng 10 năm 2013, trò chơi đã được phát hành lại trên Steam và có sẵn trên nền tảng Mac và Linux.

## Cốt truyện
Một ngàn năm về trước, đạo binh ma quái Dreg'Atar của tên chúa quỷ Vatar đã hủy diệt toàn bộ dân chúng xứ Celenheim. Trong cơn tuyệt vọng, pháp sư tối cao Zale đã dùng phép thuật chia tách vùng đất này và tạo ra một vết nứt xung quanh Celenheim, tránh để binh đoàn Vatar xâm phạm lần nữa. Vào lúc này, Celenheim đã quên lãng chiến tranh và cư dân nơi đây không còn nhớ đến Vatar trong đời sống hàng ngày nữa mà yên tâm an hưởng thái bình. Ít lâu sau, vết nứt đang đóng lại, và thế lực hắc ám lại đe dọa xứ sở này một lần nữa. Rồi một vị anh hùng mà không ai nghĩ đến, tình cờ vừa thoát khỏi chốn tù đày, đã buộc phải gia nhập một trong hai phe thiện (Light) hoặc ác (Darkness), chiến đấu chống lại chúa quỷ Vatar hay là giết chết nữ hoàng Celenheim, tất cả đều tùy thuộc vào quyết định của người chơi.

## Lối chơi
Enclave là một tựa game thuộc thể loại nhập vai chặt chém góc nhìn thứ ba. Người chơi sử dụng đủ loại vũ khí thời Trung cổ và ma thuật để chiến đấu với kẻ thù. Vào đầu mỗi nhiệm vụ, người chơi chọn một nhân vật để điều khiển trong game. Với nhân vật được lựa chọn, người chơi chọn vũ khí và đồ đạc dùng để trang bị cho nhiệm vụ. Vàng cần để trang bị cho tất cả tư trang. Trong mỗi nhiệm vụ, người chơi thu thập vàng và đá quý để gia tăng số lượng vàng bắt đầu có sẵn vào đầu màn chơi.

## Đón nhận
Theo GameRankings, trò chơi này đã nhận được điểm trung bình là 75.04% cho bản PC và 70.78% cho bản Xbox.

## Di sản
Tháng 3 năm 2003, Starbreeze tuyên bố Enclave II đã được phát triển dành cho Xbox, PlayStation 2 và PC. Game được cho là có hệ thống chiến đấu mới và công nghệ ghi hình chuyển động toàn diện, với mục chơi đơn và co-op cùng mục chơi mạng đầy tính cạnh tranh đã được lên kế hoạch. Nhân vật của người chơi là Erlendur, một pháp sư tập sự Ancestor trẻ tuổi, và nhiệm vụ của anh ta là phải với lấy Enclave trước khi mụ phù thủy xấu xa Callia ra tay. Tuy vậy, tính năng này đã bị cắt bớt và trò chơi liền bị hủy bỏ ngay khi Starbreeze sớm gặp rắc rối pháp lý với nhà phát hành. Vào tháng 10 năm 2013, Enclave đã được phát hành lại trên Steam và tính đến tháng 1 năm 2017 đã bán được khoảng 1,5 triệu bản thông qua thị trường Steam.